# Вышова
Вышова (укр. Вишова; до 2024 года — Чкаловка) — село, входит в Вышгородский район Киевской области Украины.
Население по переписи 2001 года составляло 78 человек. Почтовый индекс — 07240. Телефонный код — 4591. Занимает площадь 1 км². Код КОАТУУ — 3222085602.

## Местный совет
07240, Київська обл., Іванківський р-н, с. Термахівка